# Соломинское сельское поселение (Орловская область)
Соло́минское се́льское поселе́ние — муниципальное образование в Дмитровском районе Орловской области России.
Административный центр — деревня Бычки.

## География
Муниципальное образование находится в восточной части Дмитровского района. Граничит с:
- Горбуновским сельским поселением (на западе)
- Столбищенским сельским поселением (на севере)
- Лубянским сельским поселением (на востоке)
- Плосковским сельским поселением (на юго-востоке)
- Долбенкинским сельским поселением (на юге)

## История
Соломинский сельсовет был образован в первые годы советской власти в составе Соломинской волости Дмитровского уезда. По состоянию на 1926 год входил в состав Лубянской волости того же уезда. В то время в составе сельсовета было 10 населённых пунктов: с. Соломино, х. Иванова, х. Ивочкин, с. Морево, д. Мошки, п. Огничное, п. Радование, п. Седлечко, совх. Соломинский, п. Топоричный. Впоследствии территория сельсовета неоднократно менялась. К середине 1930-х годов к Соломинскому сельсовету был присоединён Бычанский сельсовет, а также часть территории упразднённого Трофимовского сельсовета. В послевоенные годы из Столбищенского сельсовета в Соломинский сельсовет были переданы посёлки Васильевка и Костобобровка. В конце 1970-х годов административный центр сельсовета был перенесён из с. Соломино в д. Бычки.
15 октября 2004 года были упразднены посёлки Воздвиженский, Май и Сомовский, располагавшиеся на территории сельсовета.
Статус и границы сельского поселения установлены Законом Орловской области от 19 ноября 2004 года № 447-ОЗ «О статусе, границах и административных центрах муниципальных образований на территории Дмитровского района Орловской области».

## Населённые пункты
В состав сельского поселения входят 7 населённых пунктов (1 село, 2 деревни, 4 посёлка):
| № | Населённый пункт | Тип населённого пункта    | Население |
| - | ---------------- | ------------------------- | --------- |
| 1 | Бычки            | деревня, администр. центр | ↘275      |
| 2 | Александровский  | посёлок                   | ↘1        |
| 3 | Васильевка       | посёлок                   | ↘10       |
| 4 | Костобобровка    | посёлок                   | ↘1        |
| 5 | Кузьминка        | деревня                   | ↘18       |
| 6 | Соломино         | село                      | ↘114      |
| 7 | Успенский        | посёлок                   | ↘5        |

### Упразднённые
- Афанасьевский (посёлок)[5]
- Воздвиженский (посёлок)
- Калинов Куст (посёлок)
- Май (посёлок)
- Сомовский (посёлок)[6]

## Население
| 2002 | 2010 | 2011 | 2012 | 2013 | 2014 | 2015 |
| ---- | ---- | ---- | ---- | ---- | ---- | ---- |
| 719  | ↘425 | ↗656 | ↘405 | ↘397 | ↘376 | ↘370 |
| 2016 | 2017 | 2018 | 2019 | 2020 | 2021 | 2023 |
| ↘354 | ↘337 | ↘329 | ↗333 | ↘318 | ↗351 | ↘340 |

## Экономика
В ходе коллективизации в начале 1930-х годов на территории Соломинского сельсовета было создано несколько колхозов:
- «Прямой путь» (с. Соломино)
- «Озёра» (д. 1-е Бычки)
- «Молот» (д. 2-е Бычки)
- «Вольный край» (д. Кузьминка)
- «Май» (п. Май, п. Александровский, п. Сомовский)
- «Новая жизнь» (п. Успенский, п. Воздвиженский)

В 1950 году произошло укрупнение артелей, на территории сельсовета осталось 2 колхоза: «Май» и имени Мичурина. С 1959 года на территории Соломинского сельсовета действовал только 1 колхоз — имени Мичурина с центром в деревне Бычки.
В настоящее время функционируют сельскохозяйственные предприятия – ООО «Орел-Агро-Продукт», ООО «Орелагропром», около 140 личных подсобных хозяйств.

## Главы сельского поселения
Список неполный:
- Терехов Василий Васильевич (?—2011)
- Петров Геннадий Анатольевич (2011—2016)
- Лавров Николай Николаевич (с 2016 года)

## Культура и спорт
На территории Соломинского сельского поселения расположены: Бычанский сельский дом культуры и Бычанская библиотека, два открытых стадиона, спортивный зал являющийся филиалом спортивного клуба «Мечта».